# Danh sách đô thị tại A Coruña

Bản đồ các đô thị ở tỉnh A Coruña

Đây là danh sách các đô thị tại tỉnh A Coruña, thuộc cộng đồng tự trị ở Galicia, Tây Ban Nha.
| Tên gọi                       | Dân số (2002) |
| ----------------------------- | ------------- |
| Abegondo                      | 5.772         |
| Ames                          | 18.788        |
| Aranga                        | 2.379         |
| Ares                          | 4.976         |
| Arteixo                       | 23.560        |
| Arzúa                         | 6.776         |
| A Baña                        | 5.141         |
| Bergondo                      | 6.264         |
| Betanzos                      | 12.575        |
| Boimorto                      | 2.551         |
| Boiro                         | 18.064        |
| Boqueixón                     | 4.261         |
| Brión                         | 6.437         |
| Cabana de Bergantiños         | 5.592         |
| Cabanas                       | 3.334         |
| Camariñas                     | 6.620         |
| Cambre                        | 19.504        |
| A Capela                      | 1.534         |
| Carballo                      | 28.527        |
| Cariño                        | 4.861         |
| Carnota                       | 5.510         |
| Carral                        | 5.290         |
| Cedeira                       | 7.572         |
| Cee                           | 7.239         |
| Cerceda                       | 5.492         |
| Cerdido                       | 1.619         |
| Cesuras                       | 2.555         |
| Coirós                        | 1.577         |
| Corcubión                     | 2.002         |
| Coristanco                    | 8.001         |
| A Coruña                      | 242.458       |
| Culleredo                     | 22.745        |
| Curtis                        | 4.451         |
| Dodro                         | 3.213         |
| Dumbría                       | 4.428         |
| Fene                          | 14.638        |
| Ferrol                        | 79.520        |
| Fisterra                      | 5.132         |
| Frades                        | 3.019         |
| Irixoa                        | 1.673         |
| A Laracha                     | 10.683        |
| Laxe                          | 3.557         |
| Lousame                       | 4.035         |
| Malpica de Bergantiños        | 7.070         |
| Mañón                         | 1.898         |
| Mazaricos                     | 5.948         |
| Melide                        | 8.383         |
| Mesía                         | 3.304         |
| Miño                          | 5.044         |
| Moeche                        | 1.490         |
| Monfero                       | 2.595         |
| Mugardos                      | 5.859         |
| Muros                         | 10.272        |
| Muxía                         | 6.103         |
| Narón                         | 29.263        |
| Neda                          | 6.074         |
| Negreira                      | 6.573         |
| Noia                          | 14.391        |
| Oleiros                       | 27.453        |
| Ordes                         | 12.015        |
| Oroso                         | 5.648         |
| Ortigueira                    | 8.299         |
| Outes                         | 8.398         |
| Oza dos Ríos                  | 3.160         |
| Paderne, A Coruña             | 2.751         |
| Padrón                        | 9.242         |
| O Pino                        | 5.016         |
| A Pobra do Caramiñal          | 10.006        |
| Ponteceso                     | 7.019         |
| Pontedeume                    | 8.860         |
| As Pontes de García Rodríguez | 12.367        |
| Porto do Son                  | 10.085        |
| Rianxo                        | 11.747        |
| Ribeira                       | 26.343        |
| Rois                          | 5.123         |
| Sada                          | 11.686        |
| San Sadurniño                 | 3.337         |
| Santa Comba                   | 10.892        |
| Santiago de Compostela        | 93.273        |
| Santiso                       | 2.286         |
| Sobrado                       | 2.434         |
| As Somozas                    | 1.403         |
| Teo                           | 15.331        |
| Toques                        | 1.573         |
| Tordoia                       | 4.945         |
| Touro                         | 4.765         |
| Trazo                         | 3.766         |
| Val do Dubra                  | 4.802         |
| Valdoviño                     | 6.837         |
| Vedra                         | 5.054         |
| Vilarmaior                    | 1.388         |
| Vilasantar                    | 1.622         |
| Vimianzo                      | 8.686         |
| Zas                           | 6.082         |